# Mierspenaeopsis sculptilis
Mierspenaeopsis sculptilis is een tienpotigensoort uit de familie van de Penaeidae. De wetenschappelijke naam van de soort is voor het eerst geldig gepubliceerd in 1862 door Heller.